# Sri-Lanka-Tamilen

Bevölkerungsanteil der Sri-Lanka-Tamilen in Sri Lanka nach der Volkszählung 2012

Als Sri-Lanka-Tamilen (Tamil: இலங்கைத் தமிழர் Ilaṅkait Tamiḻar [ˈilaŋɡɛi̯ t̪ːamɨɻər]; auch Eelam-Tamilen, Tamil: ஈழத் தமிழர் Īḻat Tamiḻar [ˈɨːɻə t̪ːamɨɻər]) wird die einheimische tamilische Bevölkerung auf Sri Lanka bezeichnet. Die größtenteils hinduistischen Sri-Lanka-Tamilen bilden die größte ethnische Minderheit des Inselstaates, der mehrheitlich von buddhistischen Singhalesen bewohnt wird. Die Sri-Lanka-Tamilen sind von zwei anderen tamilischsprachigen Minderheiten auf Sri Lanka zu unterscheiden: den indischen Tamilen, die während der Kolonialzeit im 19. und 20. Jahrhundert als Plantagenarbeiter einwanderten, und den als Moors bezeichneten tamilischsprachigen Muslimen.

## Demographie
Laut der Volkszählung 2012 leben auf Sri Lanka knapp 2,3 Millionen Sri-Lanka-Tamilen, was einen Anteil von 11,2 Prozent an der Gesamtbevölkerung ausmacht. Ihr Siedlungsgebiet umfasst den Norden und Osten der Insel. In der Nordprovinz bilden sie die große Mehrheit der Bevölkerung, in der Ostprovinz eine relative Mehrheit neben Moors und Singhalesen. Daneben gibt es srilankatamilische Minderheiten in anderen Teilen des Landes wie in der Hauptstadt Colombo. Als Resultat des Bürgerkriegs gibt es eine große srilankatamilische Diaspora außerhalb Sri Lankas. Die größten Gemeinschaften leben in Kanada, Großbritannien, Frankreich, Deutschland und der Schweiz.
Rund 80 Prozent der Sri-Lanka-Tamilen sind Hindus, daneben gibt es eine christliche (größtenteils katholische) Minderheit. Die einheimischen tamilischsprachigen Muslime identifizieren sich hingegen anders als die tamilischen Muslime in Indien nicht als Tamilen, sondern gelten als eigene ethnische Gruppe, Moors genannt. Die von den Sri-Lanka-Tamilen gesprochenen Dialekte des Tamilischen unterscheiden sich recht stark von den indischen Dialekten und zeichnen sich vor allem durch die Bewahrung altertümlicher Merkmale aus, die auf dem Festland verlorengegangen sind.
Die Gesellschaftsstruktur der Sri-Lanka-Tamilen war historisch sehr stark von Kastendenken geprägt. Angehörige der hochgestellten Vellalar-Kaste in Jaffna lebten in der tiefen Überzeugung, dass sie qua Herkunft ein gottgegebenes, natürliches Herrschaftsrecht über die Angehörigen niederer Kasten hätten. Das tief verwurzelte Kastendenken war einer Gründe dafür, dass es selbst in den Zeiten stärkster Unterdrückung tamilischer Kultur in Sri Lanka, z. B. während des Bürgerkrieges nie gelang, über längere Zeit eine ganz einheitliche, alle tamilischen Bevölkerungsschichten umfassende Einheitsfront oder politische Partei zu bilden. Kastenvorurteile waren auch der Hauptgrund, warum es zu keiner tiefgreifenden Zusammenarbeit zwischen den Sri-Lanka-Tamilen und den „indischen Tamilen“ des zentralen Berglandes kam.

## Geschichte
Eine Einwanderung von Tamilen aus Südindien nach Sri Lanka scheint bereits in vorgeschichtlicher Zeit stattgefunden zu haben. Die frühesten epigraphischen Belege für eine tamilische Präsenz auf Sri Lanka stammen aus dem 2. Jahrhundert v. Chr. Das Mahavamsa, eine singhalesische Chronik, berichtet, dass im Jahr 145 v. Chr. ein tamilischer General aus Südindien namens Elara den Thron in Anuradhapura usurpierte und 45 Jahre lang herrschte, bis er vom singhalesischen König Dutthagamani besiegt wurde.
Seit dem 5. Jahrhundert weiteten die tamilischen Königreiche Südindiens ihren Machtbereich mehrmals nach Sri Lanka aus. Im 11. Jahrhundert eroberte die tamilische Dynastie der Chola schließlich Sri Lanka und beherrschte die ganze Insel, bis sie 1070 von König Vijayabahu I. vertrieben wurde. Während der Chola-Herrschaft scheint es eine große tamilische Einwanderungsbewegung nach Sri Lanka gegeben zu haben. 1215 entstand das tamilische Königreich Jaffna im Norden der Insel, das bis zur Eroberung durch die Portugiesen 1619 unabhängig blieb.
Seit der Unabhängigkeit Sri Lankas von Großbritannien im Jahre 1948 hat sich der Konflikt zwischen den Singhalesen und Tamilen ständig verschärft. Starke ethnische und politische Spannungen, gefolgt von Pogromen in den Jahren 1958, 1977, 1983 und 1987 führten zur Gründung militanter Gruppen, die einen unabhängigen Tamilenstaat Tamil Eelam anstreben. Der daraus resultierende Bürgerkrieg hat bis heute mehr als 70.000 Menschen das Leben gekostet. Seit seinem Beginn sind außerdem fast eine Million Tamilen nach Indien, Kanada und Europa geflüchtet.